# Stazione di Bovino-Deliceto
Stazione di Bovino-Deliceto vasútállomás Olaszországban, Bovino településen.

## Vasútvonalak
Az állomást az alábbi vasútvonalak érintik:
- Nápoly–Foggia-vasútvonal

## Kapcsolódó állomások
A vasútállomáshoz az alábbi állomások vannak a legközelebb:
- Stazione di Orsara di Puglia
- Stazione di Cervaro